# 原子序数

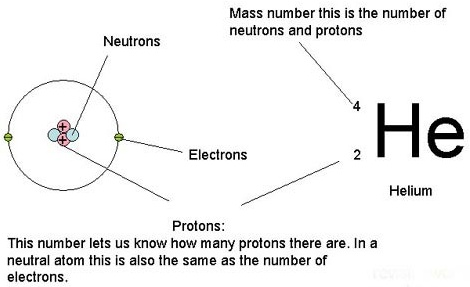
元素的上標標示原子的質量數，下標標示原子序数，即質子的個數，也是原子核帶正電的電荷量

原子序数（atomic number）又稱原子序、核电荷数（nuclear charge number），常以符号 Z 表示，是元素在周期表中排位的序号；拥有同一原子序数的原子属于同一化学元素。原子序等於質子數（proton number，np），即一个原子核内质子的数目或核电荷数；原子序又等於原子電中性時的核外電子數目。
由於每種元素的原子序數均固定，一般而言不需要特別為原子標示其原子序數。如果想明示原子的原子序数，可將其标示在元素符号的左下方，如：氢記作1H，碳記作6C。
德米特里·门捷列夫在制定其元素周期表时发现，假如将元素按其原子核质量来排列会出现一些不规则的情况。比如碲的原子核比碘重，但从化学性质上来说，碲明显是与氧、硫、硒一族的，而碘与氟、氯、溴是一族的，也就是说，碘要排在碲之后。1913年亨利·莫塞莱发现这个异常的解决方法不是按原子质量，而是按原子核的电荷数，即原子序来排列。

## 原子序数的符號
原子序数一般會用 Z 表示，可能是來自原子序的德文  。不過在1915年之前，德文 Zahl（數字）用來表示元素在週期表中的編號。

## 化學性質
每個化學元素依其元素電中性時電子的個數（也就是原子序數）不同，會有獨特的化學性質。電子的电子排布依照量子力学的原理，不同電子層的電子個數，特別是價電子的個數，是決定化學鍵特性的主要因素。因此元素可以定義為由許多有特定原子序數的任意原子混合而成的物質。

## 新的元素
新發現的元素一般會用其原子序來表示，到2010年為止，已經發現原子序1至118的元素，第118號的元素是鿫。新元素的合成是用離子撞擊有高原子序的靶原子，而離子和靶原子的原子序和等於要發現元素的原子序。一般而言，當原子序越大，其半衰期越短，而原子序是偶數的半衰期會比原子序是奇數的長，不過可能針對特定質子數及中子數的同位素，會存在穩定島，其半衰期會較相同原子序的元素要長一些。

## 参見
- 元素序数列表
- 元素周期表
- 莫塞萊定律
- 拉塞福模型
- 原子理論